# Drosophila subfasciata
Drosophila subfasciata är en tvåvingeart som beskrevs av Johannes Cornelis Hendrik de Meijere 1914.
Drosophila subfasciata ingår i släktet Drosophila och familjen daggflugor. Artens utbredningsområde är Java.